# Untersturmführer

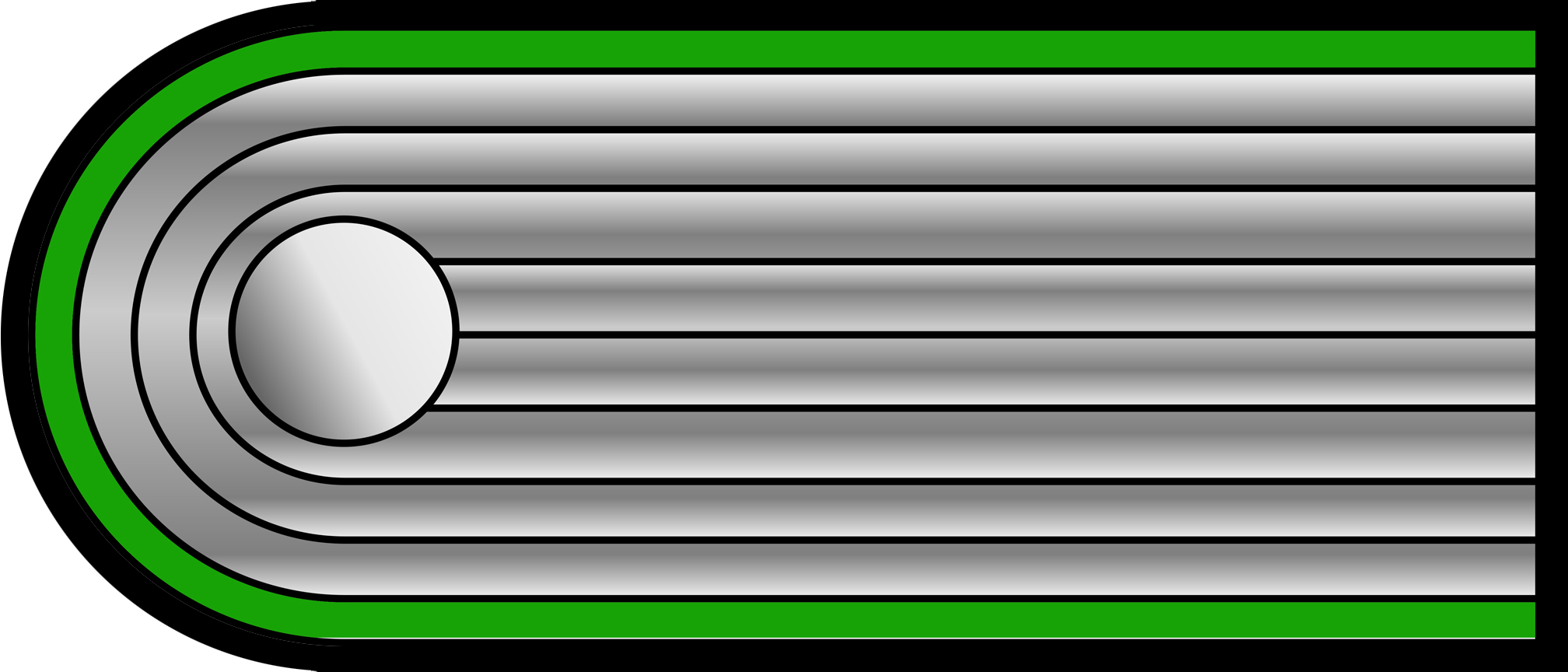
Spalline di una SS-Untersturmführer

mostrina di grado di una SS-Untersturmführer

Untersturmführer era un rango paramilitare delle Schutzstaffel Tedesche, creato nel luglio 1934. Il grado aveva origini dal grado delle Sturmabteilung di Sturmführer, che esisteva fin dalla fondazione delle stesse nel 1921. Il rango di Untersturmführer è direttamente superiore allo Hauptscharführer (o Sturmscharführer nelle Waffen-SS) e minore del rango di Obersturmführer.
Untersturmführer è stato il primo grado da ufficiale delle SS, equivalente a un attuale sottotenente di altre organizzazioni militari. L'insegna consisteva in una patch nera con tre semi d'argento poste sul collare nero della divisa. La spallina era di un tenente dell'esercito.
La promozione ad Untersturmführer era per un membro delle SS l'inizio per la carriera da ufficiale.